# 민영찬
민영찬(閔泳瓚, 1873년 12월 3일 ~ 1948년 11월 16일)은 조선 후기의 문신으로 일제강점기에 조선총독부 중추원 참의를 지냈다. 본관은 여흥, 자(字)는 국보(國寶)이다.

## 생애
여흥 민씨 세도가의 실세였다가 임오군란 때 피살된 민겸호의 차남으로 민영환이 그의 형이다. 고종의 생모이자 흥선대원군의 처 여흥부대부인 민씨는 그의 고모이다. 둘째 큰 아버지인 민승호가 명성황후의 아버지인 민치록에게 입적되었기에 민영환과 민영찬 형제를 명성황후의 조카로 오인되기도 하지만, 입적이란 친부모형제와의 법적 관계가 절연되는 것이기에 민승호가 명성황후의 양오빠가 되었어도 명성황후와 이들 형제의 관계는 여전히 13촌 먼 친척에 불과하다.
한 살 차이로 같은 또래인 순종 이척 등과 어릴 때 함께 공부한 그는, 1889년 진사시에 합격하였으며 1890년 과거 알성시에 합격해 홍문관에서 관직을 시작해 요직에 근무했다. 1897년에는 한성은행 총무부 차장을 거쳐 같은 해 한성은행 부은행장에 초고속 진급 임명되기도 했다. 그러나 1898년 "역관 김홍륙의 독다 커피 관련 음모 조작 사건 최고 배후 수괴"로써 훗날 대한제국 법관양성소 출신 한성재판소 판사 함태영(훗날 대한민국 심계원장·대한민국 부통령 역임)에게 "대한제국 민본주의 황실과 고종·순종 부자를 사실상 핍박하고자 상궁들에게 독다 커피를 뿌리고 증거 불태우고자 그들 상궁들도 참살하는 등 공공연히 고종·순종 부자를 협박 모해하고 김홍륙 역관으로 하여금 음해로써 독다 암살 음모 사건 날조한 역모 수괴"라는 일갈 및 통박(비판)을 받았다.
1900년 파리에서 열린 만국박람회에 특파대사로 파견되었고 1902년 주프랑스 공사에 임명되었다. 1903년 스위스에서 열린 적십자회의에도 참가하는 등 외교 분야에서 주로 활동했다. 1904년 육군 참장에 오르고, 1905년 훈1등에 서훈되었다.
1905년 을사늑약이 강제로 체결되자 프랑스에서 공사로 일하고 있던 그도 고종의 을사조약이 무효라는 서신을 해외에 전달하는 일을 맡았다. 그러나 귀국해서는 새로운 실세로 떠오른 친일파 송병준에게 민영환 명의의 토지를 강탈당하는 등의 일을 겪었다. 이후 일제에 협력하였고, 중추원의 참의를 지냈다. 1922년 7월경, 아들 민홍식(閔弘植)이 화류계에 출입하고 토지를 함부로 매각하는 등 가산을 탕진하자, 아들을 고소하기도 하였다.
태평양 전쟁 종전 후 반민족행위특별조사위원회에서 조사를 받은 적이 있으며, 2002년 민족정기를 세우는 국회의원모임이 발표한 친일파 708인 명단과 2008년 민족문제연구소에서 발표한 친일인명사전 수록예정자 명단, 2009년 친일반민족행위진상규명위원회가 발표한 친일반민족행위 705인 명단에 모두 포함되었다.
1949년 반민특위 조사 당시, 민영찬은 "민영환 사후 편모만 남아 있었기에 망명이 어려워 회유에 따라 중추원에 참가했으나 회의에서 발언이나 건의를 한 적은 없고, 그나마 가산을 곧 탕진해 중국으로 도피하느라 오래 활동하지 못했다"고 답변했다. 이에 반민특위는 부득이한 상황이라 판단하고 불기소 의견서를 냈다.
부인으로는 한국인 강씨(姜氏)와 중국인 호씨(胡氏)가 있었다. 영국인 화가 엘리자베스 키스가 이름이 전해지지 않는 민영찬의 딸을 그린 것으로 알려진 그림 〈민씨가의 규수〉(1938)가 남아 있다.

## 가족 관계
- 고조부 : 민백분(閔百奮)
  - 증조부 : 민기현(閔耆顯)
    - 할아버지 : 민치록(閔致祿)
      - 큰아버지 : 민승호(閔升鎬)
      - 아버지 : 민겸호(閔謙鎬)
        - 형님 : 민영환 - 민태호(閔泰鎬)에게 입적
        - 초배 부인 : 한국인 금천 강씨(衿川 姜氏)
        - 계배 부인 : 중국인 후메이리(胡美梨)

## 같이 보기
- 조선총독부 중추원

## 참고자료
- 민영찬(閔泳瓚) - 한국학중앙연구원